# كأس رومانيا
كأس رومانيا (بالرومانية: Cupa României) هي مسابقة كأس كرة قدم للفرق الرومانية، تُقام سنويًا منذ عام 1933، باستثناء خلال الحرب العالمية الثانية. تُعد مسابقة الكأس الرئيسية في البلاد ، وهي مفتوحة لجميع الأندية التابعة لاتحاد رومانيا لكرة القدم واتحادات كرة القدم بالمقاطعة بغض النظر عن الدوري الذي ينتمون إليه. حاليًا ، يتم منح الفائز في المسابقة مقعدًا في تصفيات الدوري الأوروبي ويلعب في كأس السوبر الروماني.

## الإحصائيات

### السجلات
آخر تحديث 16 يوليو 2015. 
| اللاعب | اللاعب             | النادي                                               | الأهداف |
| ------ | ------------------ | ---------------------------------------------------- | ------- |
| 1      | إيونل دانسيوليسكو  | إليكتروبوكيري كرايوفا، دينامو بوخارست، ستيوا بوخارست | 41      |
| 2      | فلوريا فوينيا      | ستيوا بوخارست، براهوفا بلويشت                        | 40      |
| 3      | يوليو باراتكي      | رابيد بوخارست، كريشانا أوراديا                       | 37      |
| 4      | ايون اليكساندريسكو | ستيوا بوخارست، كامبلونج مولدوفينسك                   | 34      |
| 5      | شتيفان دوباي       | ريبنسيا تيميشوارا                                    | 33      |

## وصلات خارجية
- الموقع الرسمي
- The Romanian Cup on the FRF's official site